# Lake Shaster
Lake Shaster är en sjö i Australien. Den ligger i delstaten Western Australia, omkring 500 kilometer sydost om delstatshuvudstaden Perth. Arean är 6,2 kvadratkilometer. Den sträcker sig 2,6 kilometer i nord-sydlig riktning, och 4,5 kilometer i öst-västlig riktning.